# El hilo rojo
El hilo rojo es una película argentina de 2016 de drama romántico coescrita y dirigida por Daniela Goggi y protagonizada por Eugenia Suárez y Benjamín Vicuña. Está basada en la novela homónima de la escritora Erika Halvorsen. Se estrenó el 19 de mayo en Argentina y Uruguay, el 26 de mayo en Chile, el 9 de junio en Paraguay y el 23 de julio en España. El título alude a una leyenda asiática conocida como hilo rojo del destino.

## Reparto
- Eugenia Suárez como Abril.
- Benjamín Vicuña como Manuel.
- Hugo Silva como Bruno.
- Guillermina Valdés como Laura.
- Leticia Siciliani como Sofía.

Durante la filmación trascendieron noticias sobre un romance entre Suárez y Vicuña, todavía casado con Pampita con quien había tenido cuatro hijos, que fueron explotadas publicitariamente.

## Críticas
Hernán Khatchadourian en Diario Popular escribió:

"Maneras de relatar una relación extramatrimonial o con una femme fatale...hay miles pero Goggi parece no haber encontrado ninguna válida y se decidió por un dramón que por momentos deja de ser tal y se sumerge en la comedia de enredos involuntariamente....El Hilo Rojo, que tiene equipo para ganar la Libertadores, no ha puede pasar ni siquiera la fase de eliminatorias debido principalmente a que es una película sumamente aburrida y cursi, llena de situaciones forzadas y lugares comunes, y que no encuentra el rumbo en toda su extensión, al punto de que en algunos momentos, el espectador sentirá que se encuentra frente a un comercial turístico de Colombia.

Alex Arellano en el sitio web cinefreaks opinó:

"La notable factura técnica de El hilo rojo le da mayor vistosidad a un drama romántico donde lo más importante pasa sin dudas por la poderosa química entre Benjamín Vicuña y Eugenia “China” Suárez que traspasó los sets de rodaje para afectar sus vidas personales....Daniela Goggi supera lo hecho en Abzurdah y consigue muy buenos resultados de sus actores que se lucen ampliamente. Tanto en dirección como en actuaciones, El hilo rojo es impecable... por lo general la película transmite lo que plantea y refleja a la perfección ese proverbio oriental, que significa mucho más que un simple romance."

Carolina Taffoni dijo en La Capital:

"...la película de ninguna forma está a la altura de las expectativas...En El hijo rojo la realizadora se mete con temas como la pasión, la infidelidad, los celos y la culpa, pero sin profundidad y sin el menor vuelo, como si se tratara de una telenovela. La película se transforma lentamente en un melodrama pero nunca conmueve ni sorprende. Es prolija, la factura técnica es impecable, pero poco más que eso. La supuesta pasión desenfrenada que une a la pareja choca con el tono monótono, gris y frío que la directora elige, filmando con una estética cuasi publicitaria donde no existen los matices."